# Dead Prez

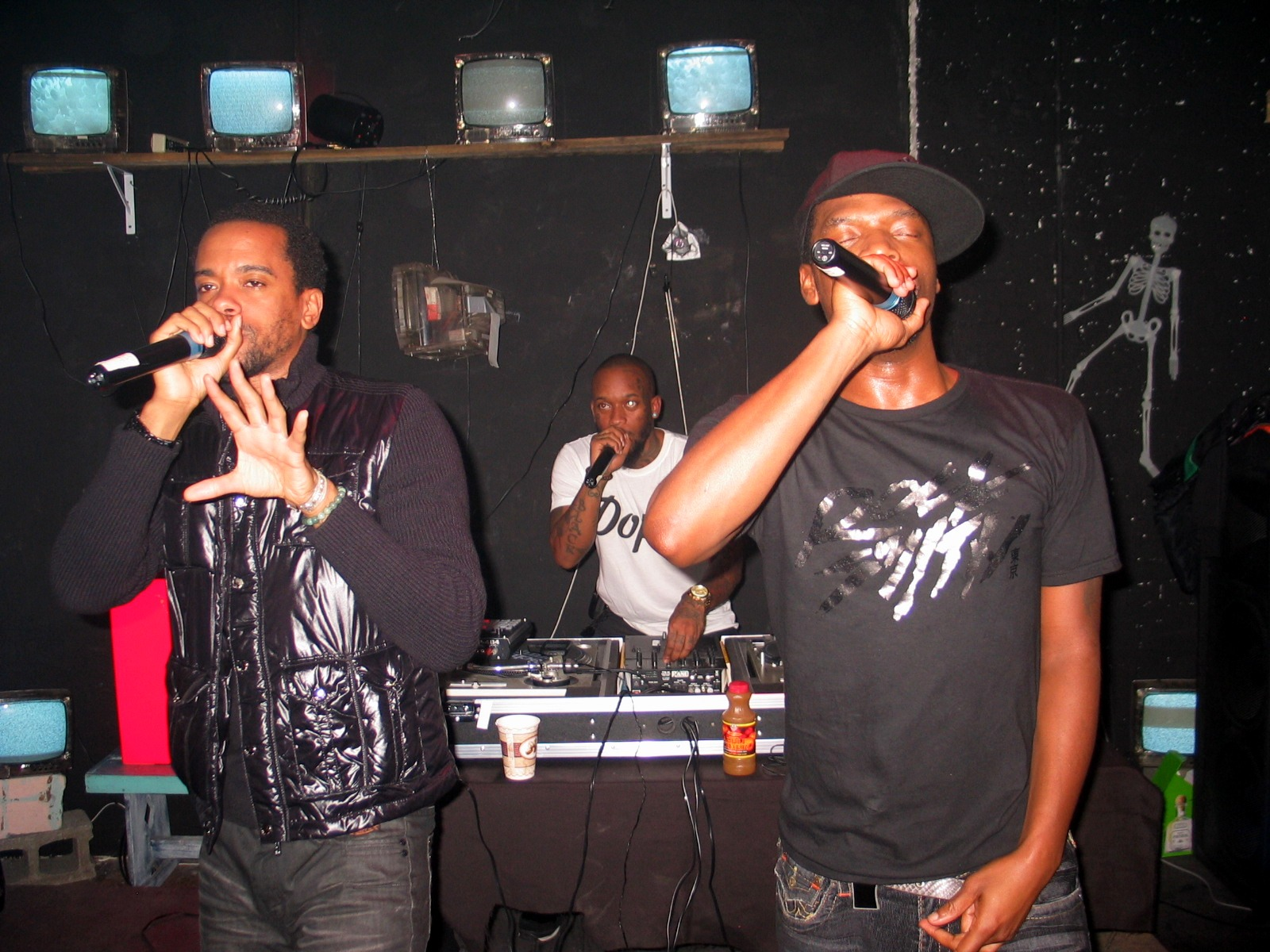
Dead Prez, 2009

Dead Prez (dpz) – pochodzący z Florydy hip-hopowy duet. Są przedstawicielami zaangażowanego rapu. M-1 przez trzy lata był działaczem International People's Democratic Uhuru Movement (Międzynarodowy Ludowo-Demokratyczny Ruch Uhuru) marksistowskiej organizacji działającej na rzecz afrykańskiej klasy robotniczej w USA. Inspiracją grupy są losy członków Partii Czarnych Panter oraz autobiografia Malcolma X.

## Treść utworów
W utworze I'm an African (Jestem Afrykaninem) podkreślają znaczenie korzeni – pochodzenia: I'm an African never been african-american /.../ Where you from fool? / No I wasn't born in Ghana/but Africa is my mama (Jestem Afrykaninem / nigdy nie byłem afroamerykaninem /.../ Skąd jesteś głupcze? / Nie, nie urodziłem się w Ghanie lecz Afryka jest moją matką). Ponadto, w tym samym utworze, dodają, że ich styl to mieszanka N.W.A oraz Public Enemy. Ich teksty dotyczą spraw społecznych, są antysystemowe, a także zawierają w sobie tematykę gangsta (na przykład: Hell Yeah(Pimp the System), Police State). Charakterystykę zespołu wyraża także tytuł drugiej płyty: Revolutionary But Gangsta(Rewolucyjny Acz Gangsterski). W swoich tekstach często krytukują, rasistowski system szkolnictwa w USA, brutalność policji (są zdeklarowanymi wrogami policji), komercyjnych raperów czy hipokryzję polityków. Promują zdrowy tryb życia poprzez weganizm (Be Healthy), trenowanie sztuk walki (50 in the Clip) oraz samodyscyplinę i samokontrolę (Discipline). Znani są z tego, że podczas koncertów rzucają jabłka w stronę publiczności i podpalają banknoty. W utworze 50 in the Clip przedstawiają aspekty walki, która toczy się w człowieku. W The Bottle M-1 przedstawia swoją walkę z alkoholizmem. Hell Yeah!(Pimp the System) to opowieść z perspektywy ludzi żyjących w skrajnej biedzie, głodnych i zdesperowanych, szukających różnych sposobów aby zaspokoić podstawowe potrzeby. Dochodzi tu do sytuacji, w których zdobywają kartę kredytową, na fałszywy dowód osobisty (ID), napadają na dostawcę pizzy lub opowiadają "smutną historię" osobie zajmującej się wydawaniem talonów na pożywienie w urzędzie zasiłkowym. W utworze 20 opisują przemyt marihuany z Jamajki do USA.

## Dyskografia
- Let's Get Free (2000)
- Revolutionary But Gangsta (2004)
- Live i San Fransisco (2008)